# 糸屋万平火事
糸屋万平火事（いとやまんぺいかじ）とは、1880年（明治13年）5月21日に新潟県南蒲原郡三条町（現・三条市）の中心部において発生した火災である。

## 状況
1880年5月21日は、吉田の市が立ち、加茂青海神社の大祭だったため、町民はこぞって出かけ、市中は閑散としていた。13時05分頃、新潟県南蒲原郡三条町上町の糸屋附近から出火した。火は瞬く間に近隣の酒造業の3階に燃え移り、一気に近隣に延焼した。本寺小路界隈の貸座敷をみるみる焼き尽くし、さらに、一ノ木戸村、東裏館村、西裏館村、石上村（いずれも現在の三条市）にも延焼しただけでなく、信濃川を越え、須頃村（現・三条市）、燕町（現・燕市）まで及んだ。18時頃に鎮火。

## 被災
| 町村名                   | 戸数  | 焼失戸数 | 焼死者数 |
| ------------------------ | ----- | -------- | -------- |
| 三条町                   | 2,010 | 1,961    | 12       |
| 一ノ木戸村（北中を含む） | 763   | 473      | 2        |
| 東裏館村                 | 164   | 159      | 12       |
| 西裏館村                 | 83    | 82       | 2        |
| 荒町村                   | 98    | 38       | 0        |
| 新光村                   | 49    | 27       | 1        |
| 石上村                   | 83    | 3        | 0        |
| その他                   |       |          | 5        |
| 合計                     | 3,230 | 2,743    | 34       |

焼死者は、3分の2が高齢者、次いで幼児が占めた。

### 主な焼失建物
- 東本願寺三条別院
- 北米教校
- 西本願寺三条別院
- 三条八幡宮
- 警察署
- 南蒲原郡役所
- 戸長役場
- 三条小学校

## 出火原因
この日は、朝から激しいダシの風（南東の暴風）が吹くフェーン現象となり、商店は店を開くことができないほどで、町民は火の用心のため軒下や屋根に水を張るほどだった。火元の米屋の女房が竈で煮炊きをしているところに客があったため、7歳の長女に竈の火に気をつけるよう言いつけて店先に出た。長女が竈に薪を投げ入れていたが、薪の中に枯れ竹が混じっていたらしく、竹が破裂して火が飛び散り、傍らの障子に燃え移った（警察に出頭した女房の申し立て）。火元は糸屋と誤報されたが、隣家の米屋が火元であることが判明した。

## 救援
本成寺では米10石の炊き出しを行った。各地から罹災窮民を救恤のため、4,897円23銭、米8石2合、小豆5斗4升、味噌127貫匁、眼薬25瓶が寄せられた。三条町など7町村は、極貧者42戸、貧者の284戸に配分した。
明治天皇は、この大火、同年8月7日に起きた新潟大火、8月8日に発生した刈羽郡柏崎町での大火（酢屋大火）の罹災者と合わせて、1,500円を下賜した。